# LEN-Trophy
Die LEN-Trophy (engl. LEN Trophy, dt. manchmal auch LEN-Pokal) ist ein Europapokal-Wettbewerb der Männer und Frauen im Vereins-Wasserball, der vom Europäischen Schwimmverband Ligue Européenne de Natation (LEN) jährlich veranstaltet wird. Im aktuellen Modus sind analog zur Europa League im Fußball platzierte Teams der nationalen Meisterschaften sowie in der zweiten Runde ein Kontingent von Seiteneinsteigern aus dem laufenden Landesmeister-Wettbewerb teilnahmeberechtigt. Die ersten Wettbewerbe starteten bei den Männern im Jahre 1992, die Frauen folgten 2000.

## Erfolge
Deutsche Erfolge
Herausragende Resultate in diesem Wettbewerb sind dünn gesät, da die deutschen Vereine in den 90er Jahren aufgrund der zunehmenden Professionalisierung der Sportart in Süd- und Osteuropa weitgehend den Anschluss an die europäische Spitze verloren haben. Beim Premierenwettbewerb erreichte der Duisburger SV 98 noch das Halbfinale und unterlag dort gegen Újpest Budapest. Der deutsche Nationalspieler Thomas Schertwitis erreichte 2006 und 2007 mit dem russischen Profiteam von Sintez Kasan zweimal das Endspiel und holte sich hier 2007 in der Finalserie gegen den kroatischen Vertreter VK Šibenik den Titel. Der deutsche Meister Wasserfreunde Spandau 04 erreichte 2010 das Halbfinale und schied dort gegen späteren Sieger VA Cattaro aus Montenegro aus.

## Sieger
Männer
- 1993: Újpest Budapest ( Ungarn)
- 1994: Racing Roma ( Italien)
- 1995: CN Barcelona ( Spanien)
- 1996: RN Pescara ( Italien)
- 1997: Újpest Budapest ( Ungarn)
- 1998: Partizan Belgrad ( Jugoslawien)
- 1999: Újpest Budapest ( Ungarn)
- 2000: Jug Dubrovnik ( Kroatien)
- 2001: HAVK Mladost Zagreb ( Kroatien)
- 2002: Leonessa Brescia ( Italien)
- 2003: Leonessa Brescia ( Italien)
- 2004: CN Barcelona ( Spanien)
- 2005: RN Savona ( Italien)
- 2006: Leonessa Brescia ( Italien)
- 2007: Sintez Kasan ( Russland)
- 2008: Shturm Tschechow ( Russland)
- 2009: Szegedi VE ( Ungarn)
- 2010: VA Cattaro ( Montenegro)
- 2011: RN Savona ( Italien)
- 2012: RN Savona ( Italien)
- 2013: VK Radnički ( Serbien)
- 2014: Spartak Wolgograd ( Russland)
- 2015: CN Posillipo ( Italien)
- 2016: Brixia Leonessa Nuoto ( Italien)
- 2017: Ferencvaros Budapest ( Ungarn)
- 2018: Ferencvaros Budapest ( Ungarn)
- 2019: CN Marseille ( Frankreich)
- 2020: abgebrochen aufgrund der COVID-19-Pandemie
- 2021: Szolnoki VSC ( Ungarn)
- 2022: CN Sabadell ( Spanien)
- 2023: Vasas Budapest ( Ungarn)